# اما همینگ
اما همینگ (به انگلیسی: Emma Heming) (زاده ۱۸ ژوئن ۱۹۷۸) مدل، بازیگر انگلیسی است.